# Цифрова дистрибуція відеоігор
В індустрії відеоігор цифрова дистрибуція — це процес доставки ігрового контенту у вигляді цифрової інформації без участі фізичних носіїв (картриджі, магнітні накопичувачі, оптичні диски та карти флеш-пам'яті). Цей процес існує з початку 1980-х років, але лише з розвитком пропускної здатності мереж на початку 2000-х років цифрова дистрибуція стала одним з провідних методів продажу відеоігор. Наразі в цьому процесі домінує онлайн-дистрибуція через широкосмуговий Інтернет.
Щоб полегшити продаж, різні видавці відеоігор створили власні платформи для цифрової дистрибуції. Ці платформи надають централізовані послуги з купівлі та завантаження цифрового контенту для конкретних ігрових консолей або персональних комп'ютерів. Деякі платформи також можуть слугувати системами управління цифровими правами, обмежуючи використання придбаного контенту одним акаунтом.
Цифрова дистрибуція відеоігор стає все поширенішою, великі видавці та ритейлери приділяють все більше уваги цифровим майданчикам, таким як Steam, PlayStation Store, Amazon.com, GAME, GameStop, Xbox Games Store та ін. Згідно з дослідженням, проведеним компанією SuperData Research, обсяг цифрової дистрибуції відеоігор у світі становив $6,2 млрд на місяць у лютому 2016 року, а у квітні 2017 року досяг $7,7 млрд на місяць.

## Історія

### 1980-ті
До того, як інтернет-з'єднання набуло широкого розповсюдження, існувало небагато сервісів для цифрової дистрибуції, а фізичні носії були домінуючим методом розповсюдження відеоігор. Одним із перших прикладів цифрової дистрибуції відеоігор на початку 1980-х років став сервіс GameLine. Послуга дозволяла власникам Atari 2600 підключатися через телефонну лінію до центрального сервера за допомогою спеціального картриджа і брати напрокат відеоігри на 5-10 днів. GameLine припинив своє існування під час кризи ігроіндустрії 1983 року. З 1987 по 2003 рік Disk Writer kiosks від Nintendo, що існували лише в Японії, дозволяли користувачам копіювати найновіші ігри на свої дискети зі спеціального автомата. Дискети можна було зберігати необмежений час і грати вдома на Famicom та Famicom Disk System за ¥500, що становило близько 1/6 від ціни багатьох ігор того часу. Їх називають «новаторами свого часу» і вважають «попередниками більш сучасних методів дистрибуції [таких як] Xbox Live Arcade, PlayStation Network і Steam». Варто також згадати такі приклади, як Soft bender TAKERU для ПК, який також слугував системою розповсюдження караоке.

### 1990-ті
У 90-х роках з'явилося кілька сервісів цифрової дистрибуції для консолей. Серед них були Sega Meganet та Sega Channel запущені у 1990 та 1994 роки відповідно, які надавали власникам Sega Genesis доступ до ігор на замовлення та інших послуг. Nintendo випускали периферійні пристрої та послуги лише в Японії: супутниковий сервіс Satellaview та картриджі Nintendo Power для Super Famicom та Game Boy.
На ПК цифрова дистрибуція набула більшого поширення ніж на інших платформах. На початку 1990-х років, до широкого розповсюдження Інтернету, розробники програмного забезпечення часто завантажували демо-версії та умовно-безкоштовне програмне забезпечення на електронні дошки оголошень. У більшості випадків цей контент містив рекламу повної версії з інструкціями щодо замовлення її фізичної копії. Деякі розробники натомість використовували систему ліцензування, що дозволяла розблокувати «повну версію» вже завантаженого контенту, придбавши у розробника ключ, що зробило цей метод першим справжнім методом цифрової дистрибуції програмного забезпечення для ПК. Яскравими прикладами є Software Creations BBS та ExecPC BBS, що продовжують існувати і сьогодні, хоча й у зовсім іншій формі. Однак системи електронних дошок не були пов'язані між собою, тож розробникам доводилося завантажувати своє програмне забезпечення на кожен сайт окремо. Крім того, користування послугами BBS вимагало від користувачів телефонного дзвінка через модем. Для багатьох користувачів це означало додаткові витрати на міжміські розмови. Ці фактори призвели до різкого спаду використання BBS на початку 1990-х років, що співпало з появою недорогих інтернет-провайдерів.
З появою Інтернету у середині 1990-х років з'явилися перші окремі приклади цифрової дистрибуції, хоча ще не існувало жодних значних сервісів для цього. Наприклад, у 1997 році розробник відеоігор Cavedog регулярно розповсюджував додатковий контент для своєї стратегії в реальному часі Total Annihilation у вигляді інтернет-завантажень через свій вебсайт.
Крім того, користувачі використовували Інтернет для розповсюдження власного контенту. Без доступу до роздрібної інфраструктури, яка б дозволила розповсюджувати цей контент на фізичних носіях. Модифікації ігор, фанатські мапи та патчі можливо було поширювати лише у цифровому вигляді.

### 2000-ні
На той час інтернет-з'єднання було достатньо швидким і мало достатнє охоплення користувачів, щоб цифрова дистрибуція відеоігор та іншого пов'язаного з ними контенту стала життєздатною.
Покоління консолей з доступом до Інтернету зробило можливим розповсюдження на цих платформах додаткового контенту, який можна було додавати до повноцінних роздрібних ігор. Цей тип контенту, що отримав назву «Контент завантаження», став поширеним для консолей у 2000-х роках.
Щодо ПК, новатором цифрової дистрибуції на цій платформі стала компанія Stardock. У 2001 році Stardock випустили програму Stardock Central для цифрової дистрибуції та продажу власних ігор на ПК, а влітку 2003 року запустили сервіс під назвою Drengin.net з моделлю річної передплати. У 2004 році на зміну передплаті прийшов сервіс TotalGaming.net, який дозволяв здійснювати індивідуальні покупки або сплачувати авансовий внесок за токени, що давали змогу купувати ігри зі знижкою. У 2008 році Stardock анонсували Impulse — платформу цифрової дистрибуції третього покоління, яка включала в себе незалежні сторонні ігри та ігри великих видавців. У травні 2011 року платформу придбали GameStop.
У період з 2004 року і дотепер з'явилося багато сервісів цифрової дистрибуції на ПК, таких як Amazon Digital Services, Impulse, GameTap, GameStop, Games for Windows - Live, Origin, Battle.net, Direct2Drive, GOG.com, GamersGate та деякі інші. Пропоновані послуги та фінансова політика суттєво відрізняються між сервісами цифрової дистрибуції: наприклад, Green Man Gaming дозволяє перепродавати куплені ігри, на відміну від інших цифрових торгових майданчиків.
У 2004 році Valve випустили платформу Steam для комп'ютерів з операційною системою Windows (пізніше розширену до MacOS та Linux) як засіб розповсюдження власних відеоігор. Особливістю Steam є те, що клієнти не купують ігри, а натомість отримують право на їх використання, яке може бути відкликане, якщо Valve побачить порушення Ліцензійної угоди з кінцевим користувачем або якщо клієнт не прийме зміни в Ліцензійній угоді. Пізніше в Steam почали продавати права на ігри від незалежних розробників і сторонніх видавців, зараз цей майданчик є найбільшим цифровим дистрибутором для ПК платформи. До 2011 року Steam займав приблизно 50-70% ринку завантажуваних комп'ютерних ігор, з користувацькою базою близько 40 млн акаунтів.
У 2008 році був запущений вебсайт gog.com (раніше називався Good Old Games), що спеціалізувався на розповсюдженні старих, класичних ігор для ПК. У той час як всі інші дистрибуторські сервіси мають вбудований DRM захист, gog.com має сувору політику відмови від нього. Desura був запущений у 2010 році. Сервіс відзначився сильною підтримкою модингової спільноти, а також має клієнт з відкритим вихідним кодом під назвою Desurium. Щоб конкурувати зі Steam, деякі великі видавці випустили свої цифрові магазини (Origin, Uplay, Epic Games Store та ін.), котрі все ж значно програють майданчику від Valve за охопленням авдиторії.

### 2010—2020-ті
З розвитком мобільного геймінгу, цифрова дистрибуція посідає домінуюче місце серед всіх мобільних платформ. Нижчі бар'єри для входу на ринок дозволили більшій кількості розробників створювати та розповсюджувати ігри на цих платформах, що призвело до значного зростання індустрії мобільних ігор. З початком пандемії багато людей обрали ігри як основний спосіб зняття стресу. Це сприяло безпрецедентному зростанню ринку мобільних ігор. Оскільки більшість ігор працюють за моделлю free-to-play, купівля різноманітного внутрішньоігрового косметичного контенту і предметів колекціонування стала основним джерелом доходу для цих ігор. За даними MGVC, у 2023 році витрати споживачів на мобільні ігри виросли до $108 млрд на рік, тоді як витрати на ПК- і консольні ігри впродовж десяти років залишаються стабільно на рівні $40 млрд.

## Монетизація
Майже всі сервіси цифрової дистрибуції беруть частину доходу від кожного продажу, щоб покрити витрати на утримання магазину, розповсюдження контенту та інші аспекти. Згідно з дослідженням IGN, проведеним у 2019 році на основі опублікованих даних та інтерв'ю з видавцями і розробниками, ця частка становить майже 30% для магазинів на ПК-платформі, включаючи Steam, GOG.com і Microsoft, для консольних сервісів Nintendo Switch, PlayStation і Xbox, для магазинів мобільних додатків, включаючи App Store і Google Play, і навіть для великих ритейлерів, таких як Best Buy, GameStop і Amazon.com. Єдиними винятками є itch.io, де розробник може вільно встановлювати ставку, Humble Bundle, який бере 15% на додаток до додаткових 10%, що за бажанням покупця можуть піти на благодійність або розробнику, і Epic Games Store, який бере 12%. Ця 30-ти відсоткова ставка відповідає минулим витратам на ліцензування для розробки на ігрових консолях, починаючи ще з Nintendo Entertainment System 1980-х років.
Опитування, проведені з 2019 по 2021 рік, показали, що розробники та видавці хотіли б бачити скорочення стандартних для галузі 30%, оскільки це збільшило б суму доходу, яку вони отримували б від кожного продажу. Тім Свіні з Epic Games перед запуском Epic Games Store підрахував, що поточні витрати на доставку ігрового контенту покупцям потребують зниження доходу від продажів на 8%, запустивши EGS зі ставкою у 12%, через п'ять років після свого запуску, EGS так і залишився збитковим магазином. Microsoft оголосили, що до 1 серпня 2021 року аналогічним чином знизить націнку на продукцію Microsoft Store для Windows з 30% до 12%.